# Bletilla
Genre
Classification APG III (2009)
Bletilla est un genre de plantes à fleurs de la famille des Orchidaceae, comprenant cinq espèces, toutes originaires d'Asie du sud-est (Chine, Myanmar, Vietnam notamment).

## Liste des espèces
Selon Catalogue of Life (29 octobre 2020) :
- Bletilla chartacea
- Bletilla foliosa
- Bletilla formosana
- Bletilla ochracea
- Bletilla striata

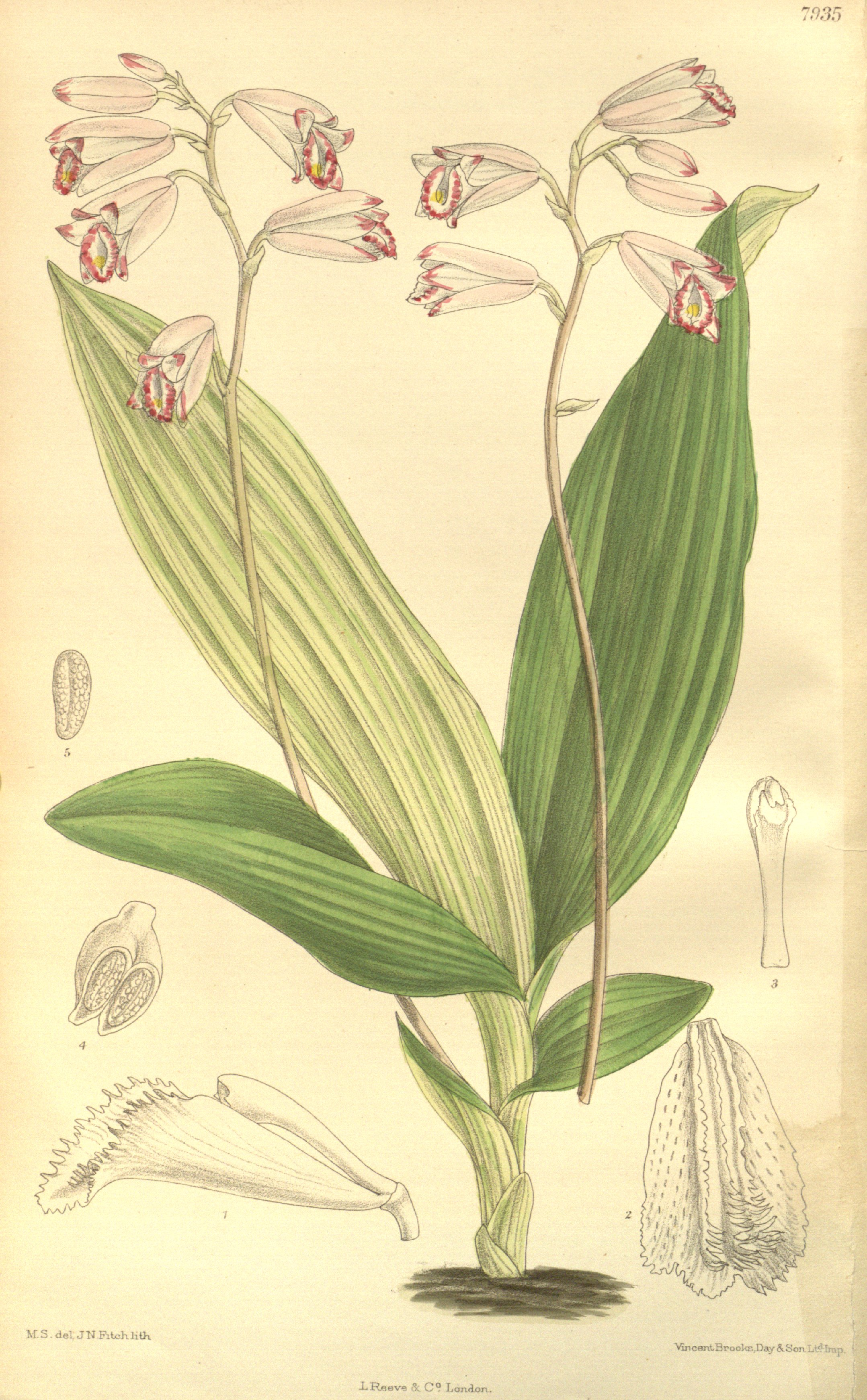
Bletilla foliosa (illustration botanique).
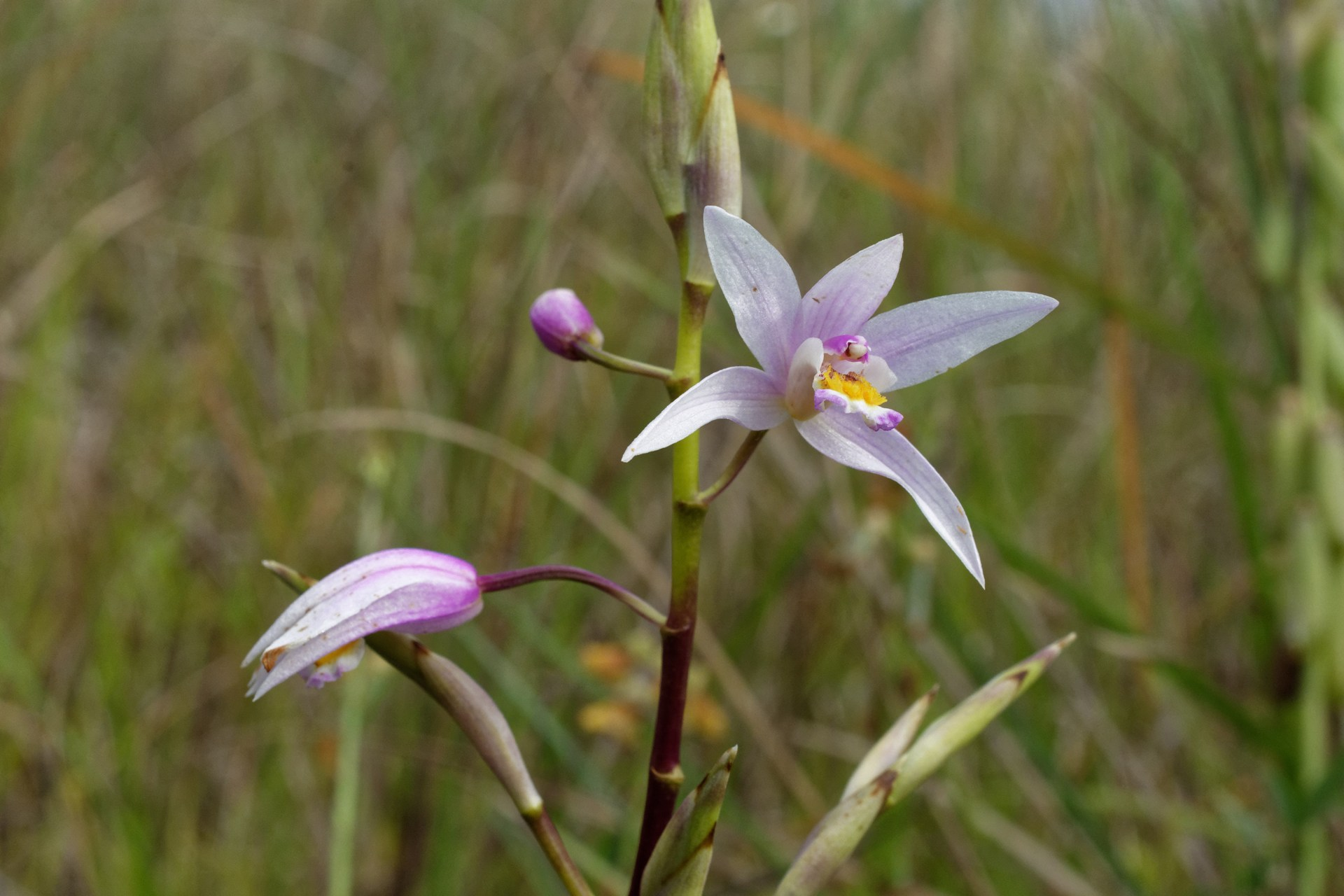
Bletilla formosana.
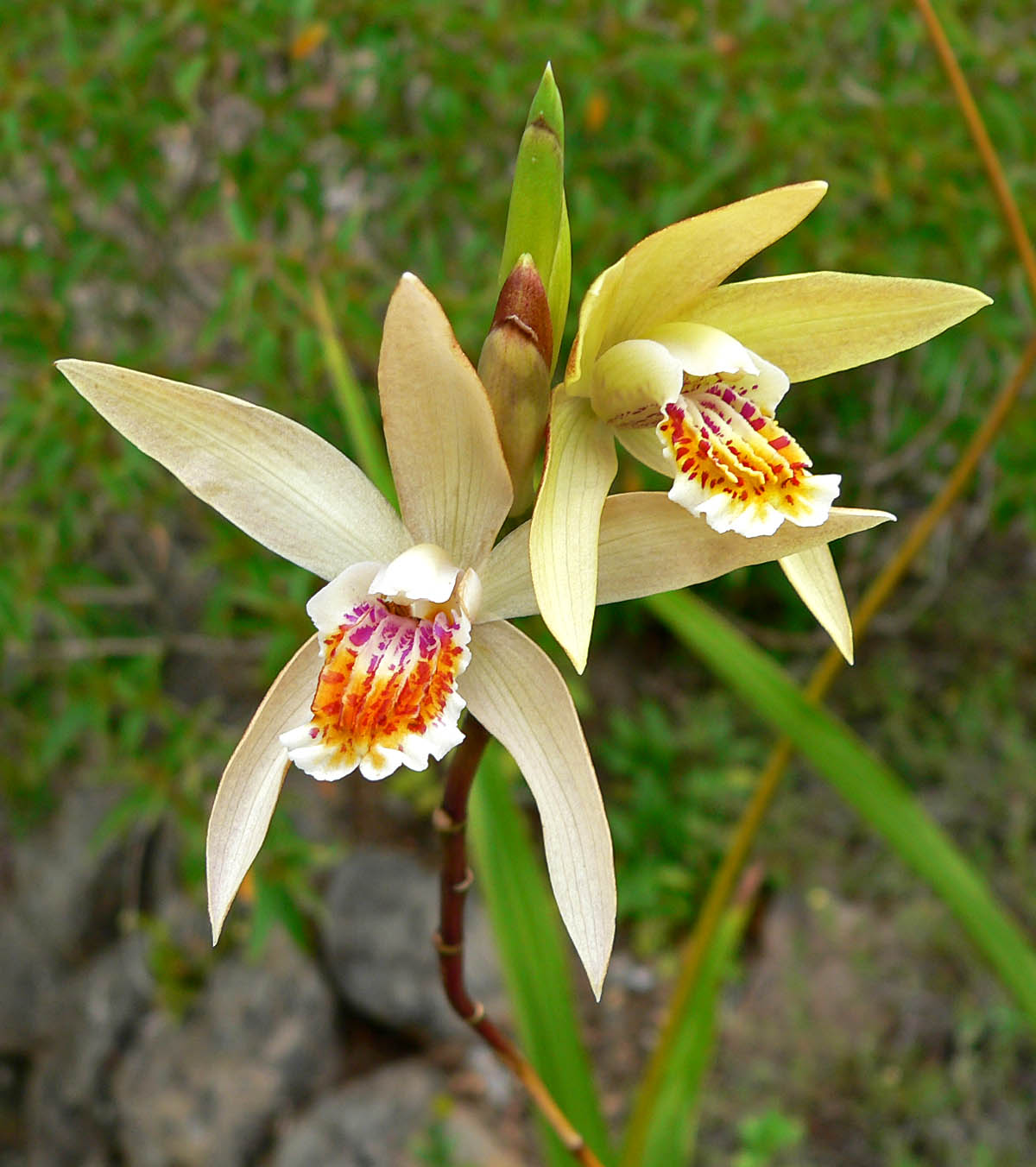
Bletilla ochracea.
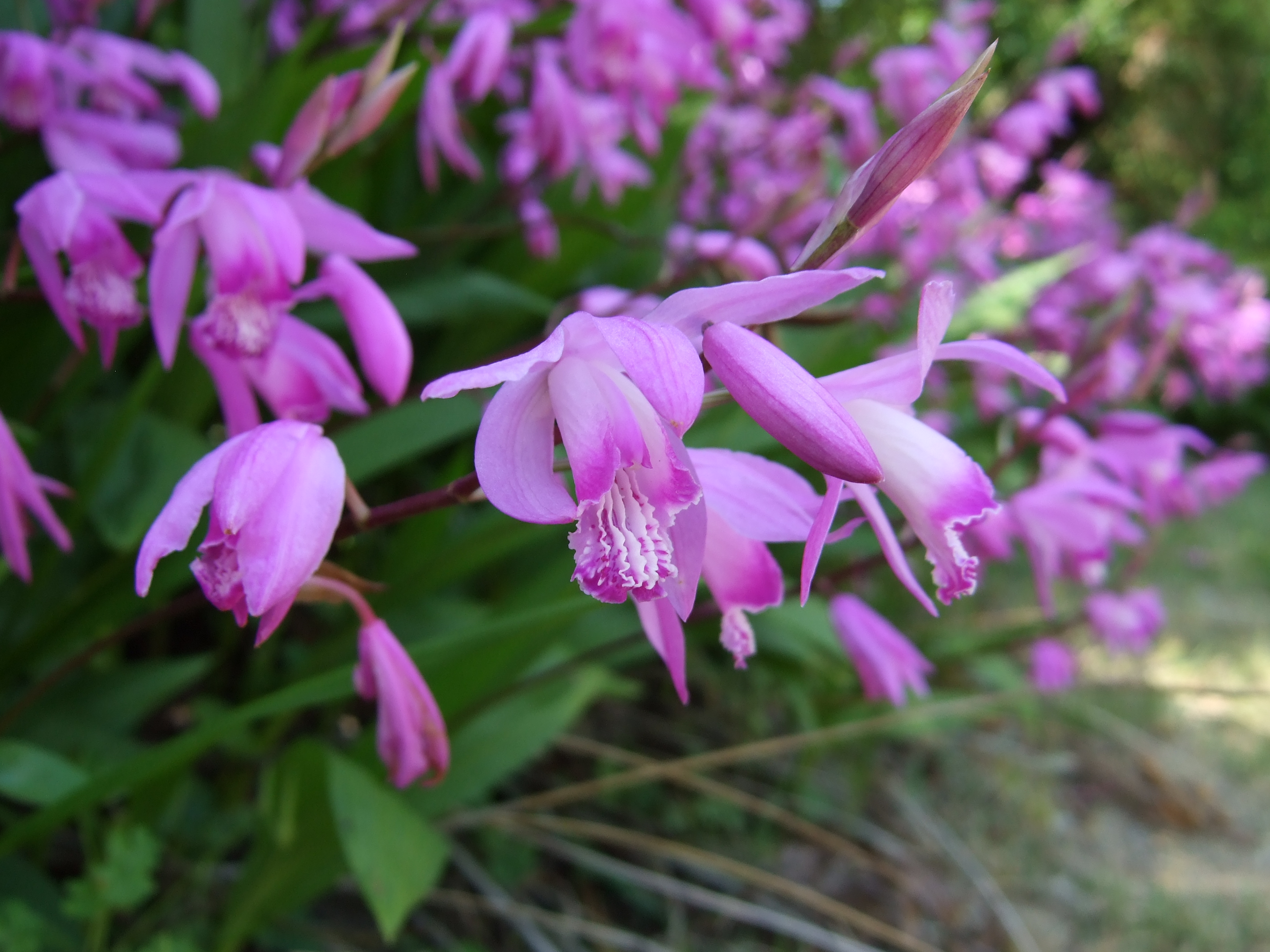
Massif de Bletilla striata.